# Assemble
Assemble (englisch für „zusammenbauen, aber auch: sich versammeln“) ist ein Kollektiv von 18 Architekten, Designern und Künstlern, das 2010 in London gegründet wurde. Die Projekte der Gruppe bewegen sich an der Schnittstelle von Architektur, Öffentlichkeit, stadtplanerischen Prozessen und Social Design. Die Gruppe entwickelt kooperative Formate, die sich oft über die gesamte Projektphase bis hin zur Realisierung und darüber hinaus erstrecken. Ihre Projekte verbinden soziale Aktivierung, poetische Räume und ökonomische Nachhaltigkeit. Sie sollen Prototypen dafür sein, wie eine Gesellschaft anders bauen könnte.
Das bisher bekannteste Projekt ist „Granby Four Streets“, bei dem es im Zusammenwirken mit deren Bewohnern um die Sanierung und Umgestaltung von Reihenhäusern in dem Liverpooler Arbeiterviertel Toxteth geht, die vom Abriss bedroht waren. Ihr Erstlingswerk war das 2010 in London entstandene Cineroleum, ein im Kollektiv errichtetes, temporäres Kino in einer ehemaligen Tankstelle.
Die Gruppe Assemble wurde 2015 mit dem Turner Prize ausgezeichnet.  Die Jury lobte ihr Experimentieren „mit Kunst, Design und Architektur“ und ihren „Ansatz von Erneuerung, Stadtplanung und Entwicklung“, den sie in einen Gegensatz zur „Gentrifizierung durch Unternehmen“ stellte. Manche Kritiker stellten infrage, ob es sich bei der Arbeit von Assemble überhaupt um Kunst handele. Mark Brown, Kunstredakteur des Guardian, bezeichnete sie als „Nicht-Künstler, im engsten Sinne des Wortes“.

## Ausgewählte Auszeichnungen
- Global Award for Sustainable Architecture 2017[9]

## Ausstellungen
- 2017: Architekturzentrum Wien[10]